# 程桥街道
程桥街道，是中华人民共和国江苏省南京市六合区下辖的一个乡镇级行政单位。

## 行政区划
程桥街道下辖以下地区：
长青社区、竹程社区、山湖村、唐楼社区村、古墩社区村、胥庄村、金庄社区村、河北村、河南社区村、黄木桥社区村、羊山村、桂花社区村和荷花村。